# Obchodní a obytný dům Manderla

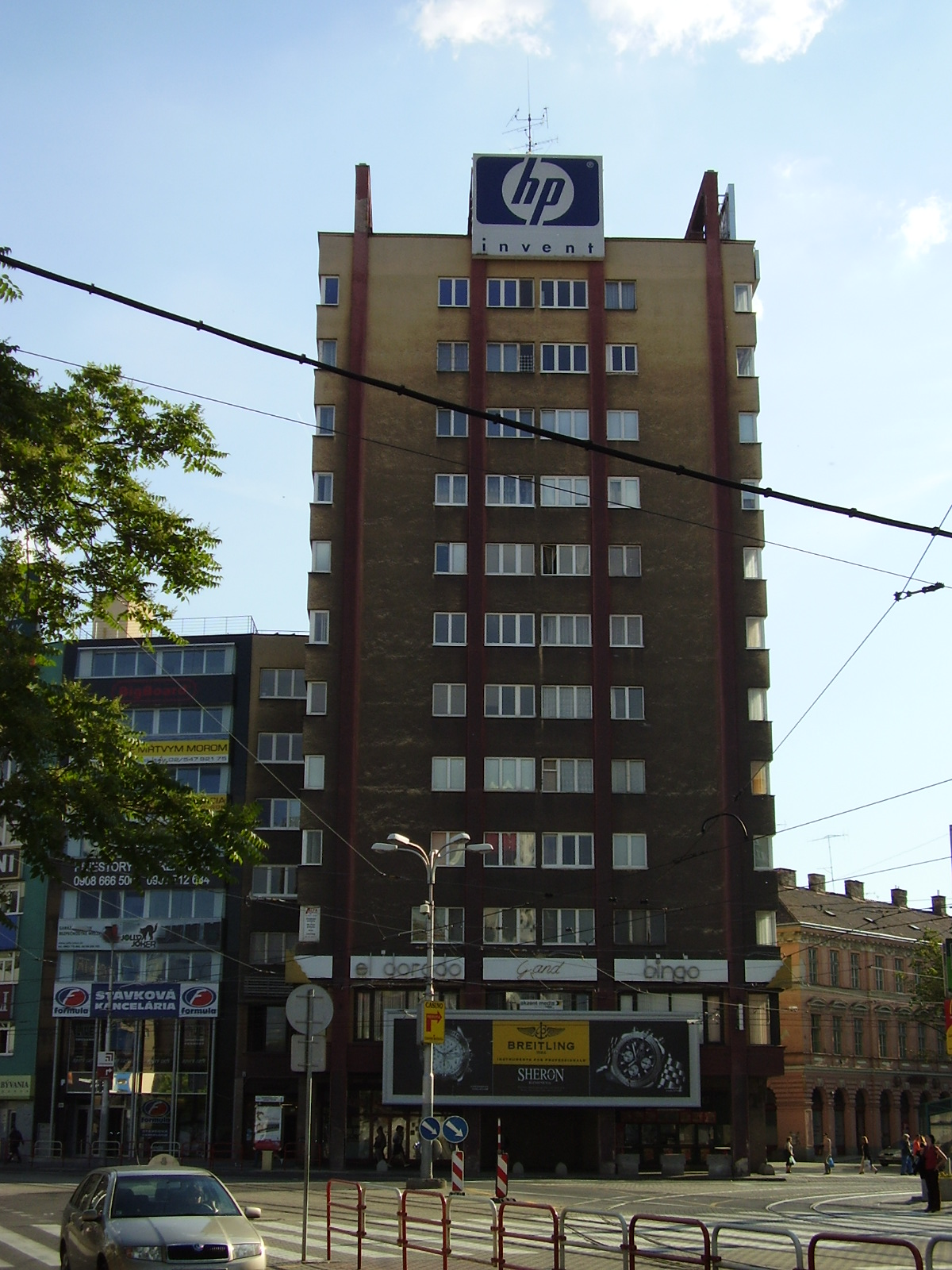
Obchodní a obytný dům Manderla, pohled z Kamenného náměstí

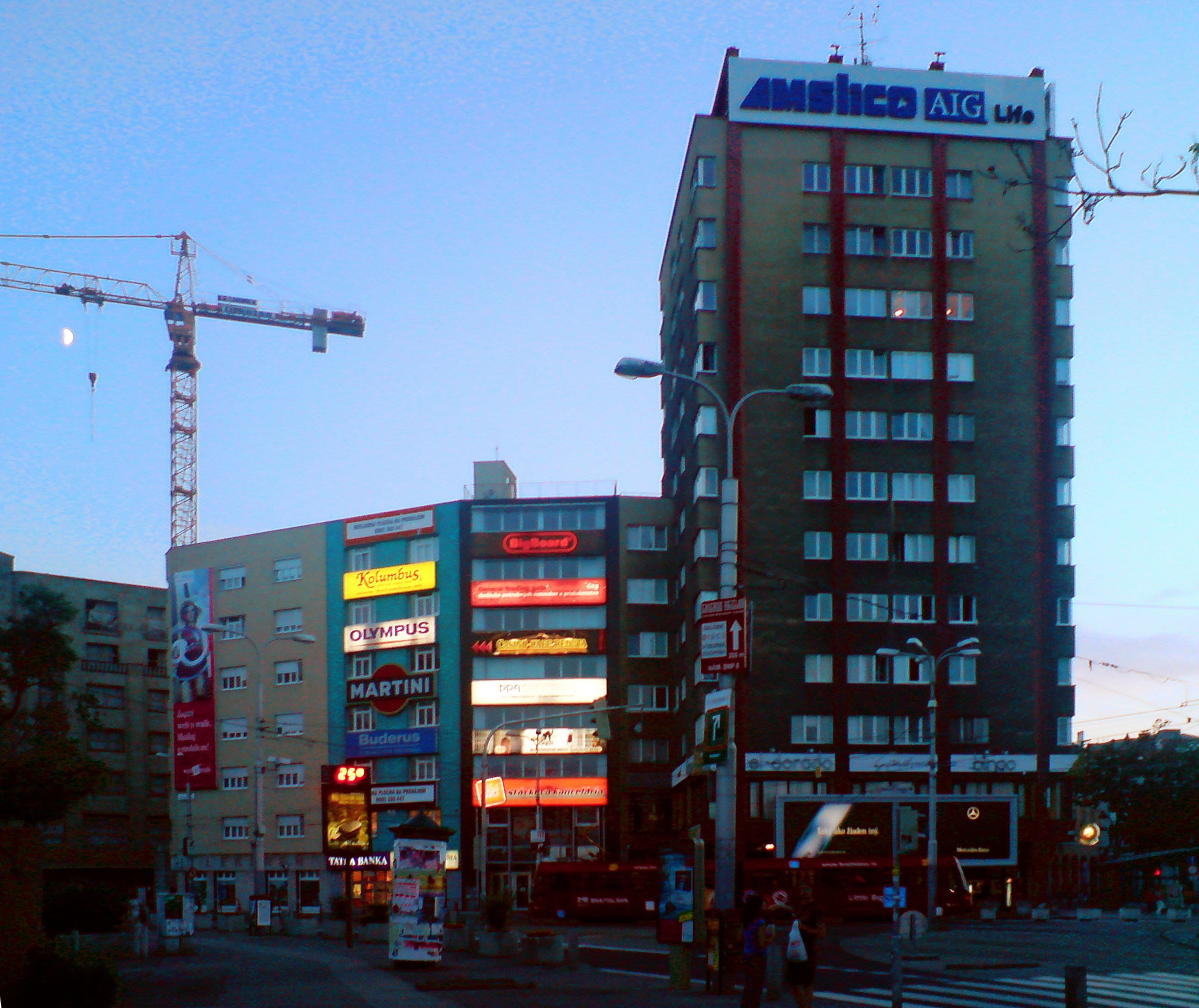
Manderla a okolní zástavba

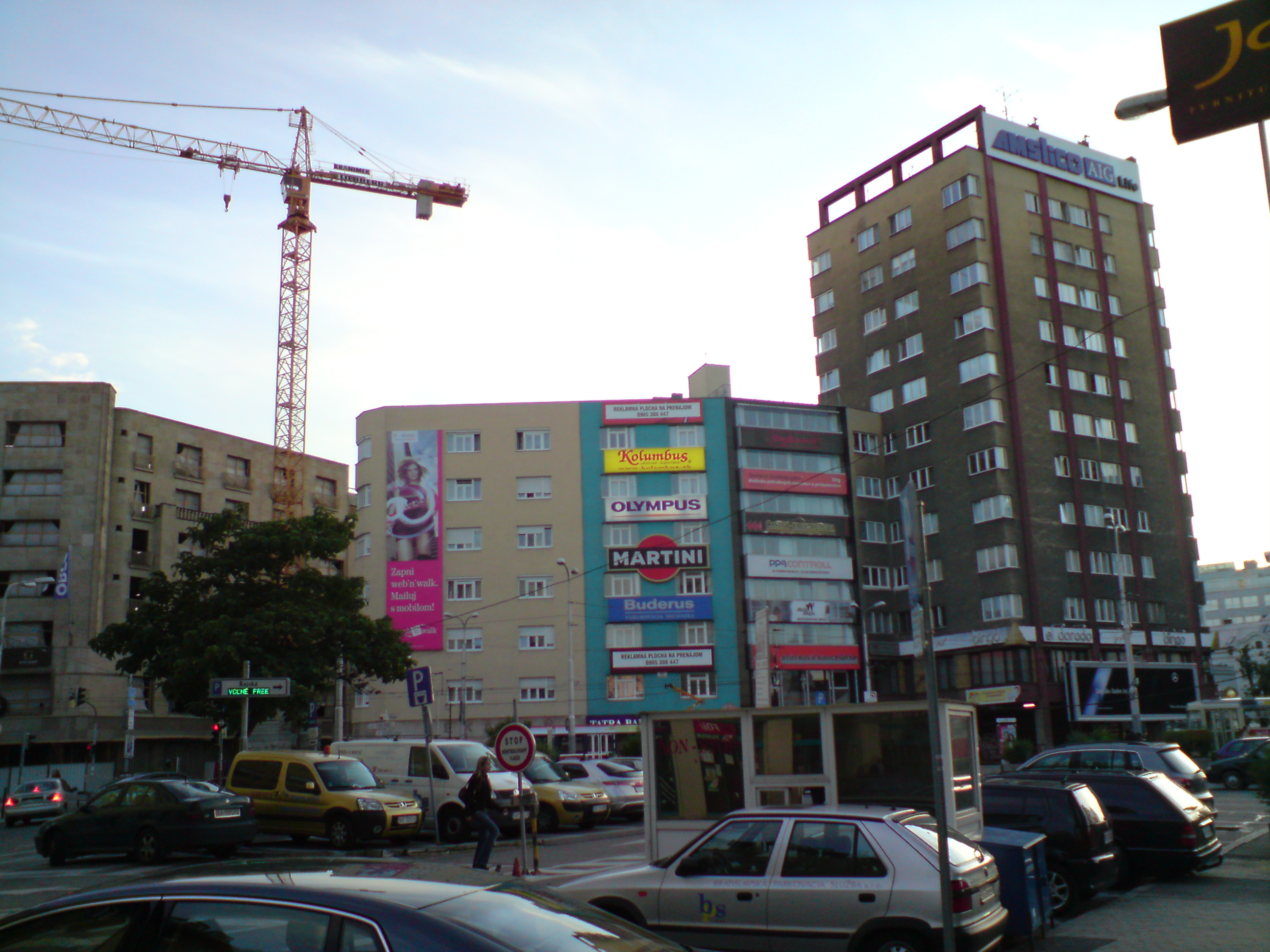
Širší pohled na náměstí

Obchodní a obytný dům Manderla lidově nazývaný i Manderlák  je výšková budova v Bratislavě na Náměstí SNP u Kamenného náměstí. Budovu navrhli a realizovali v letech 1935 1936 architekti Christian Ludwig, Emerich Spitzer a Augustín Danielis pro bratislavského podnikatele a řezníka Rudolfa Manderlu, který se inspiroval jatkami v Chicagu. Je první obytnou výškovou budovou na Slovensku, dosahuje výšky 45 metrů.

## Návrhy
Architekti váhali, do jaké míry mají zůstat věrni tradici a jak využít principy moderní architektury. Zpracovali několik variantních řešení, od tradičnějších k modernějším. Na prvních návrzích z června 1933 byl výškový dům pojatý jako kompaktní hmota konzolovitě vysunutá nad chodník, bez podpůrných sloupů. Na fasádě s horizontálními okny byl použit keramický obklad. Atika byla přerušovaná výřezy tvaru V.
V dalším návrhu bylo konzolové vysunutí nahrazeno podporou šesti sloupů a atika výraznou linií horizontálního zábradlí střešní terasy. Cihlová struktura a okna seskupená do pásů umocňovaly expresivní ráz výškové budovy.
Nakonec realizovala stavební firma Alexandra Feiglera a místní pobočka vídeňské stavební společnosti Pittel & Brausewetter návrh, který charakterizuje zdrženlivá puristická střídmost. Postavili věžák, který měl na svou dobu neuvěřitelných jedenáct pater, vyzývavě stojící na pevných sloupech.

## Dispoziční řešení
Pro přízemí domu je charakteristické moderní podloubí a zakřivená pasáž se vstupy do menších provozů a řeznictví, které je nedílnou součástí budovy dodnes. Vzdušnosti a odlehčenosti parteru dosáhli architekti navržením velkých okenních otvorů. V prvním patře byly kanceláře a kavárna Grand, která byla centrem bratislavské bohémy. V horních podlažích je 64 dvou- a třípokojových bytů. Vybavenost domu je na vysoké technické úrovni.

## Konstrukční řešení
Konstrukci tvoří železobetonový skelet, po páté patro osmiosý, výše čtyřosý. Hladkou omítku fasády doplňují lizény procházející od opěrných sloupů v parteru přes celý objekt až nad úroveň střechy, kde vytvářejí rámy, které nahradily horizontální zábradlí střešní terasy. Tak vznikla střešní nástavba, na kterou byl umístěn stožár a nápis R. Manderla. Fasádu dotvářejí jednoduchá trojdílná okna, na které autor použil „termolux“. Konstrukce výkladů je z nerezu a soklová zídka ze švédské žuly.

## Urbanistický koncept
I přes svou střídmost vzbudil tento „mrakodrap předsunutý nad ulici náměstí“ (jak dům nazval básník Štefan Žáry) v době svého vzniku bouřlivé reakce a pozornost občanů, městských úředníků a intelektuálů, neboť vysunutá vysoká hmota zasahuje do prostoru nejfrekventovanější křižovatky náměstí. Zastupitelstvo i proti usnesení regulační komise stavebníkovi povolilo překročit stavební čáru, což způsobilo, že budova nepříznivě zasáhla do možností urbanistického řešení exponovaného místa v centru Bratislavy. Zatímco jedni vyjadřovali odpor vůči spekulačnímu zneužívání parcely a drzému podnikatelskému záměru, druzí jásali nad velkoměstským vzhledem domu.
Obchodní a obytný dům Manderla s výškou 45 m byl v době svého vzniku nejvyšší v Československé republice. Tato první výšková budovu v Bratislavě i na Slovensku je někdy nesprávně označována za první mrakodrap na Slovensku.